# Échographie d'urgence
L'échographie d'urgence est une application de l'échographie à la prise de décision rapide pour des soins urgents. Elle est effectuée par le médecin (urgentiste, smuriste, réanimateur...). Cette utilisation de l'échographie  sert souvent à évaluer une urgence médicale, le plus souvent dans un service d'urgence, une unité de soins intensifs, une ambulance ou une zone de combat ,,.

## Paramètre
L'échographie d'urgence est utilisée pour diagnostiquer rapidement un ensemble limité de blessures ou d'états pathologiques , en particulier ceux où les méthodes de diagnostic conventionnelles prendraient trop de temps ou introduiraient un plus grand risque pour une personne (soit en transportant la personne loin de l'endroit le plus étroitement surveillé ou les exposer à des rayonnements ionisants et/ou à des produits de contraste intraveineux) ,.
L'échographie a été utilisée dans une grande variété de spécialités et son utilisation a augmenté au cours de la dernière décennie, car les échographes sont devenus plus compacts et portables . Il est maintenant utilisé pour une variété d'examens dans divers contextes cliniques au chevet de la personne. En situation d'urgence, il est utilisé pour guider la réanimation et surveiller les personnes gravement malades, fournir des conseils de procédure pour une sécurité améliorée et confirmer le diagnostic clinique.
Contrairement à un examen échographique complet, qui est généralement effectué par un échographiste et interprété par un spécialiste, les examens échographiques d'urgence sont effectués et interprétés par le même clinicien et ont généralement une portée plus étroite.

## Portée

### Réanimation des patients graves
L'échographie d'urgence est parfois la seule option dans l'évaluation des personnes blessées qui sont trop malades pour être transportées vers d'autres modalités d'imagerie (tomodensitométrie). Il est également de plus en plus utilisé pour guider et trier les soins dans des situations de ressources limitées, dans des zones rurales ou médicalement mal desservies .
Pour les personnes qui présentent des signes de blessure traumatique, l'évaluation ciblée avec échographie pour traumatisme ou examen FAST est utilisée pour évaluer les personnes hypotendues pour les saignements occultes. Traditionnellement utilisé par les médecins urgentistes et les chirurgiens des personnes traumatisées, il a également été utilisé par les ambulanciers paramédicaux anglosaxons  dans les zones de combat , et pour des problèmes non traumatiques tels que la rupture de grossesse extra-utérine. De même, l'échographie d'urgence peut également évaluer les poumons pour l'hémothorax (saignement dans la poitrine) et le pneumothorax (une perforation entraînant de l'air emprisonné dans la poitrine et un collapsus pulmonaire).
Chez les personnes présentant une hypotension de cause inconnue, l'échographie a été utilisée pour déterminer la cause du choc ,. L'évaluation du cœur et de la veine cave inférieure (VCI) peut aider le clinicien au chevet du patient à choisir les traitements importants et à surveiller la réponse aux interventions ,. 
Pour les personnes présentant un essoufflement aigu, l'évaluation échographique des poumons, du cœur et de la VCI peut évaluer les maladies potentiellement mortelles, notamment le pneumothorax, les épanchements pleuraux importants, l'insuffisance cardiaque congestive, l'œdème pulmonaire, l'épanchement péricardique et certaines embolies pulmonaires importantes ,.
Avec sa disponibilité accrue, l'échographie est maintenant fréquemment utilisée  dans des situations d'urgence vitales . Les praticiens peuvent utiliser l'échographie pour voir si le cœur bouge correctement, bat à un rythme régulier, ou s'il y a un épanchement péricardique c'est-à-dire un liquide entre le coeur et le péricarde. La péricardiocentèse, une procédure dans laquelle une aiguille est utilisée pour drainer l'épanchement, peut utiliser le guidage échographique d'une aiguille pour réduire le risque de toucher les poumons, le cœur ou d'autres organes vitaux .

### Monitorage de la thérapie
L'échographie d'urgence peut non seulement diagnostiquer, mais aussi surveiller la réponse d'une personne aux interventions thérapeutiques. L'échographie peut être utilisée pour évaluer l'état du volume intravasculaire d'une personne et sa réponse au traitement remplissage vasculaire en mesurant la taille et le changement respiratoire avec le diamètre de la VCI , y compris l'évaluation de la collapsibilité veineuse centrale en tant que mesure plus standardisée de l'état du volume intravasculaire . Des preuves plus récentes suggèrent que l'évaluation échographique de veines plus « périphériques » (sous-clavière, fémorale, jugulaire interne) peut également être utile pour estimer l'état du volume intravasculaire en l'absence de visualisation de la VCI,. L'échographie des poumons peut retrouver la un œdème pulmonaire dû à une insuffisance cardiaque congestive .

### Guidage des procédures
L'utilisation d'ultrasons pour guider les aiguilles pendant les procédures afin d'améliorer le geste et réduire les complications des procédures effectuées par plusieurs spécialités, y compris l'accès central  et veineux ,, canulation artérielle , thoracentèse , paracentèse, péricardiocentèse , arthrocentèse, anesthésie régionale, incision et drainage des abcès ,, la localisation et élimination de corps étrangers, ponction lombaire, biopsies et autres procédures .

### Diagnostique
L'échographie d'urgence est de plus en plus utilisée pour accélérer les soins aux patients et éviter les rayonnements ionisants. Un diagnostic rapide est toujours précieux pour un blessé et pratique pour un professionnel de la santé. L'efficacité d'obtenir la réponse à une question ciblée en quelques minutes est l'une des forces motrices de la popularité de l'échographie au chevet du patient. L'utilisation de cette modalité dans des contextes tels que le service des urgences peut réduire les temps d'attente et améliorer la satisfaction des personnes soignées .
Cardiaque : La douleur thoracique est l'une des plaintes les plus courantes présentées au service des urgences. En cas de douleur thoracique, l'échographie cardiaque focalisée peut être utile dans l'évaluation des personnes atteintes d'une maladie potentiellement mortelle, telle qu'un épanchement péricardique, une embolie pulmonaire grave (ou un caillot sanguin dans les poumons), ou dans le dépistage des personnes chez lesquelles une dissection aortique est suspectée . L'utilisation de l'échographie est également utile chez les personnes souffrant de douleurs thoraciques dues à une suspicion d'ischémie cardiaque, en particulier lorsque l'électrocardiogramme ou ECG de base n'est pas diagnostique . Les aspects les plus exigeants sur le plan technique de l'interprétation échocardiographique doivent être réservés à une échocardiographie complète plus formelle .
Plaintes abdominales : Les douleurs abdominales sont également une plainte fréquente dans le cadre des soins primaires et des services d'urgence. La maladie de la vésicule biliaire est une cause fréquente de douleurs abdominales, mais peut également entraîner une maladie grave comme l'angiocholite. L'échographie de chevet évalue la vésicule biliaire pour la présence de calculs biliaires qui causent la majorité des maladies de la vésicule biliaire. L'échographie d'urgence de la vésicule biliaire peut aider à accélérer le diagnostic et les soins .
Une douleur au flanc peut indiquer une obstruction des calculs rénaux ou un anévrisme de l'aorte abdominale . Si des calculs rénaux obstruants sont suspectés, les reins peuvent être évalués par échographie à la recherche de signes d'obstruction, appelés hydronéphrose ,. Une utilisation courante de l'échographie consiste à identifier ou à évaluer le fœtus chez une personne enceinte. Les femmes au cours du premier trimestre de la grossesse peuvent avoir une grossesse tubaire ou extra-utérine en dehors de l'utérus qui met leur vie en danger si elle n'est pas identifiée . 
Autres examens diagnostiques axés sur les symptômes : les caillots sanguins qui se forment dans les veines profondes du corps et peuvent se rompre, migrer et bloquer les vaisseaux sanguins dans les poumons, entraînant parfois une embolie cardiaque massive qui peut entrainer un coeur pulmonaire et le décès en l'absence de traitement. La localisation la plus fréquente de ces thromboses veineuses profondes (TVP) se situe dans les jambes. Une échographie au chevet peut déterminer la présence ou l'absence de caillots sanguins et leur emplacement dans le membre inférieur proximal jusqu'à l'arrière du genou ,. Ceux qui présentent des douleurs oculaires ou une perte de vision, l'échographie de l'œil peut être utilisée pour la détection d'une pathologie orbitaire . L'échographie a été décrite pour détecter les décollements de la rétine, les hémorragies vitréennes, la luxation du cristallin, ainsi que pour évaluer les diamètres de la gaine du nerf optique en tant qu'indicateur potentiel d'autres maladies du système nerveux central ,.
Maintenant que l'échographie est disponible dans des unités portables plus petites que les ordinateurs portables, elle est de plus en plus utilisée dans de nombreux contextes cliniques. De nombreux praticiens utilisent l'échographie d'urgence pour diagnostiquer d'autres problèmes urgents notamment l'appendicite, la torsion testiculaire et les abcès. 